# Oberonia longilabris
Oberonia longilabris là một loài thực vật có hoa trong họ Lan. Loài này được King & Pantl. mô tả khoa học đầu tiên năm 1895.